# Bataille de Kanagawa
La bataille de Kanagawa se déroule au cours de l'époque Azuchi Momoyama (XVIe siècle) de l'histoire du Japon.
Le clan Go-Hōjō saisit l'occasion de la mort soudaine d'Oda Nobunaga pour lancer une attaque contre Takigawa Kazumasu, principal obligé de Nobunaga, qui a reçu des territoires après la défaite de Takeda Katsuyori cette même année 1582. Sur la frontière entre la province de Kōzuke et la province de Musashi, Kazumasu affronte les Hōjō à Kanegawa. Kazumasu dispose de 18 000 soldats, tandis que les Hōjō en ont 55 000. Après sa défaite, Kazumasu se retire à Nagashima.

## Source de la traduction
- (en) Cet article est partiellement ou en totalité issu de l’article de Wikipédia en anglais intitulé « Battle of Kanagawa » (voir la liste des auteurs).